# Husøya (Kristiansund)
Husøya  est une petite île de la commune de Kristiansund, du comté de Møre og Romsdal, dans la mer de Norvège.

## Description
L'île de 0,44 km2 est située au nord de Frei et fait partie de la municipalité de Bolga (du côté nord de l'île de Frei). L'île faisait partie de l'ancienne municipalité de Frei avant la fusion municipale entre Frei et Kristiansund. Husøya est ainsi la 7e plus grande île de la municipalité.
Husøya possède un certain nombre de bâtiments résidentiels, mais il existe également des activités industrielles établies sur l'île. Il y a entre autres une usine de concassage de pierre et Veidekke Industry (en) y exploite une usine d'asphalte. En 2008 , la société Nordvest Gjenvinning AS (Retura) a établi une installation de réception et traitement des déchets.
L'île est la voisine la plus proche de la réserve naturelle de Fugløya, ce qui a notamment suscité des débats sur les extensions et l'utilisation de la zone industrielle. Le côté nord-ouest de l'île est considéré comme une zone de développement ultérieur des opérations de base pétrolière à Kristiansund.